# 球場青年駅
球場青年駅（クジャンチョンニョンえき）は、朝鮮民主主義人民共和国平安北道球場郡にある朝鮮民主主義人民共和国鉄道省満浦線、平徳線、青年八院線、龍岩線の駅。集中貨物駅として、石炭やセメントなどを取り扱っている。

## 歴史
- 1933年10月15日：開業[2]。

## 隣の駅
朝鮮民主主義人民共和国鉄道省
満浦線
藍田駅 - 球場青年駅 - 魚龍駅
平徳線
坵丹駅 - 球場青年駅
青年八院線
球場青年駅 - 墨時駅
龍岩線
球場青年駅 - 龍岩駅